# La Sibylle de Cumes (Michel-Ange)
La Sibylle de Cumes est une fresque (350 × 380 cm) réalisée par Michel-Ange en 1511 et qui fait partie de la décoration du plafond de la chapelle Sixtine, dans les musées du Vatican à Rome, commandée par Jules II.

## Histoire
Michel-Ange a commencé à peindre les travées de la voûte en commençant près de la porte d'entrée utilisée lors des entrées solennelles du pontife et de son entourage dans la chapelle, pour terminer par la travée au-dessus de l'autel. La Sibylle de Cumes, qui se trouve donc dans la cinquième travée à partir de la porte, est l'une des premières figures de la deuxième phase du chantier, datant de l'automne 1511.

## Description et style

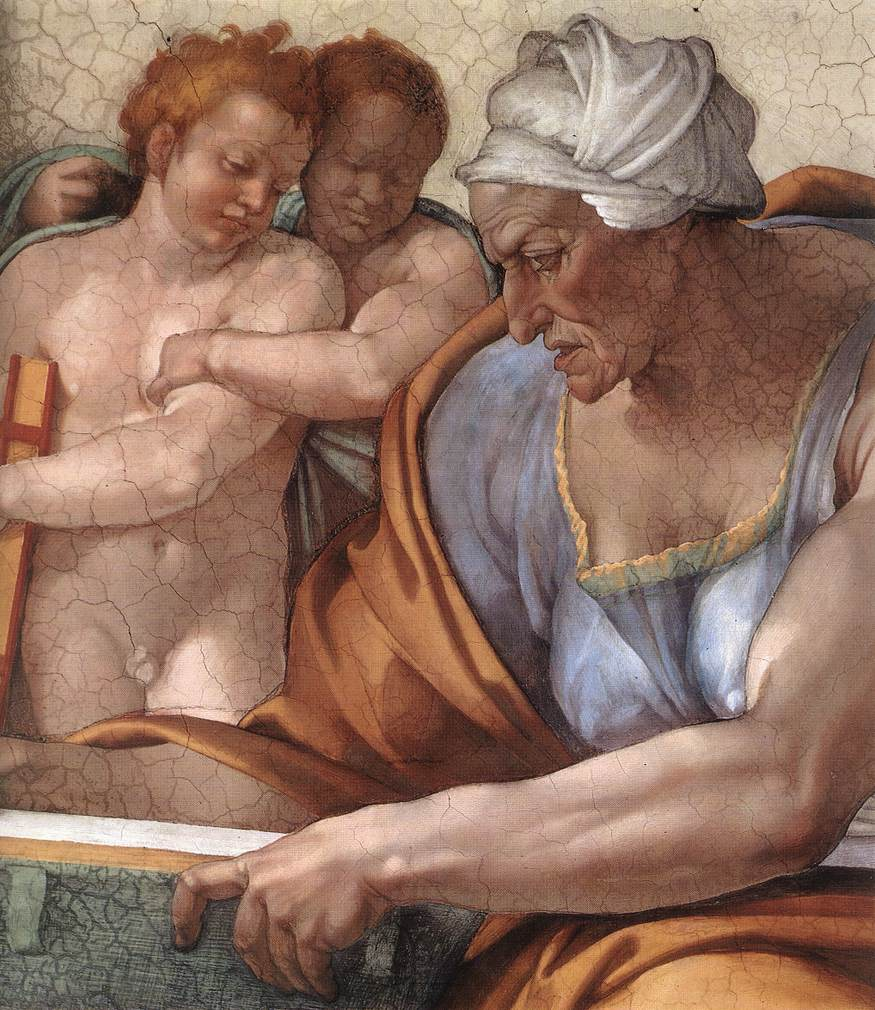
Détail.

La fresque de la Sibylle de Cumes fait partie de la série des Voyants, placés sur de grands trônes architecturaux installés sur des pédicules. Chacun d'eux est flanqué d'un couple de jeunes assistants et se tient dans un grand siège de marbre, entre deux semelles avec de faux hauts-reliefs de putti disposés par paires, dans diverses positions. Leur nom est écrit (dans ce cas CVMAEA) sur un cartouche tenu par un putto, situé sous la plate-forme à la base du trône.
La position de la sibylle de Cumes dans la travée centrale de la voûte rappelle sa prophétie fondamentale rapportée par Virgile dans le quatrième églogue des Bucoliques, dans laquelle il prédit la naissance d'un enfant sous le règne d'Auguste qui donnera naissance à une nouvelle descendance céleste capable de ramener l’Âge d'or : c'est la prophétie païenne la plus importante réinterprétée par le christianisme, qui a ouvert la voie à la rencontre entre la culture classique et la doctrine chrétienne de l'humanisme. On croyait que toute l'humanité dans la phase antique avait vécu dans l'attente de la « Bonne Nouvelle » et que Dieu, bien qu'il se soit manifesté plus directement aux prophètes de l'Ancien Testament, avait également transmis des passages de l'Apocalypse aux païens, en particulier à travers les sibylles, les prêtresses et les voyants.
La sibylle de Cumes est représentée par Michel-Ange comme une vieille femme à la carrure gigantesque et masculine (surtout dans le bras nu musclé au premier plan), au teint sombre et au visage ridé, aux traits marqués. Le volume puissant, mis en valeur par l'ombrage profond, lui confère une proéminence sculpturale et un effet dynamique remarquable. Elle est assise sur le trône, le torse tourné vers la gauche, contrairement aux jambes ; dans ses mains, elle tient le livre de prophétie ouvert, qui repose sur un coussin sur le côté gauche du trône. L'expression est dure et concentrée ; elle semble avoir du mal à déchiffrer le sens des écritures. Les deux putti derrière elle ont également le regard fixé sur le livre ouvert. D'autres rouleaux se trouvent dans une sacoche suspendue de ce même côté du trône.
D'un point de vue chromatique, les tons chauds orangés de son manteau sont contrebalancés par le bleu de la tunique et le vert du livre, créant ainsi une harmonie chromatique de grand effet. Elle porte un bonnet blanc sur la tête.

## Analyse
Charles de Tolnay renvoie aux Métamorphoses d'Ovide, dans lesquelles la caractérisation de la Sibylle de Cumes, décrite comme une femme âgée , pourrait avoir inspiré Michel-Ange.